# Diospyros neilgerrensis
Diospyros neilgerrensis är en tvåhjärtbladig växtart som först beskrevs av Robert Wight, och fick sitt nu gällande namn av André Joseph Guillaume Henri Kostermans. Diospyros neilgerrensis ingår i släktet Diospyros och familjen Ebenaceae. Inga underarter finns listade i Catalogue of Life.